# Rauvolfia hookeri
Rauvolfia hookeri là một loài thực vật có hoa trong họ La bố ma. Loài này được S.R.Sriniv. & Chithra miêu tả khoa học đầu tiên năm 1987.